# Tom Berry
Pour les articles homonymes, voir Berry (homonymie) et Tom Berry (homonymie).
Tom Berry est une revue disparue de l'éditeur Jeunesse et Vacances qui a 57 numéros de juillet 1971 à juillet 1977. Mensuelle au format 18x26 cm jusqu'en mai 1972, puis en petit format jusqu’à la cessation de sa parution.

## Les séries
- Archibald
- Cactus (Alberico Motta)
- Davy Crockett
- Karaté le Loup Blanc (Erio Nicolo)
- Rocky Rider (Luigi Grecchi puis Marco Baratelli & Mario Uggeri)
- Super 3
- Tom Berry (Chiqui de la Fuente)